# Melanargia sibillyna
Melanargia sibillyna är en fjärilsart som beskrevs av Rocci 1930. Melanargia sibillyna ingår i släktet Melanargia och familjen praktfjärilar. Inga underarter finns listade i Catalogue of Life.